# Стив Кларк
Стивен Кларк (енгл. Stephen Clarke; Солткотс, 29. август 1963) јесте шкотски фудбалски тренер и бивши фудбалер. Тренутно је селектор фудбалске репрезентације Шкотске.
Кларк је током своје играчке каријере наступао за Сент Мирен, Челси и селекцију Шкотске. Са Челсијем је успео да освоји три значајне титуле, од којих се највише истиче Куп победника купова у сезони 1997/98. Као тренер, редом је водио Њукасл, Вест Бромич, Рединг, Астон Вилу и Килмарнок. Такође је радио као помоћни тренер у Челсију, Ливерпулу и Вест Хему.
У мају 2019. године, Кларк је постављен за тренера репрезентације Шкотке. Први велики успех са Шкотском Кларк је остварио у новембру 2020. када је, победом против Србије у баражу, одвео селекцију своје земље на Европско првенство наредне године. Овим успехом је Шкотска први пут учествовала на неком великом фудбалском такмичењу у 21. веку. Под његовим вођством Шкотска се пласирала и на Европско првенство 2024.

## Статистика тренерске каријере
Ажурирано 26. марта 2024.
| Екипа                   | Датум доласка      | Датум одласка      | Учинак | Учинак | Учинак | Учинак | Учинак | Реф.              |
| Екипа                   | Датум доласка      | Датум одласка      | ОУ     | П      | Н      | И      | П %    | Реф.              |
| ----------------------- | ------------------ | ------------------ | ------ | ------ | ------ | ------ | ------ | ----------------- |
| Њукасл јунајтед (в. д.) | 28. август 1999.   | 2. септембар 1999. | 1      | 0      | 0      | 1      | 000,0  | [ 3 ]             |
| Вест Бромич албион      | 8. јун 2012.       | 14. децембар 2013. | 60     | 19     | 15     | 26     | 031,7  | [ 3 ] [ 4 ]       |
| Рединг                  | 16. децембар 2014. | 4. децембар 2015.  | 53     | 19     | 14     | 20     | 035,8  | [ 3 ]             |
| Астон Вила (в. д.)      | 3. октобар 2016.   | 12. октобар 2016.  | 0      | 0      | 0      | 0      | —      | [ 5 ] [ 6 ] [ 7 ] |
| Килмарнок               | 14. октобар 2017.  | 20. мај 2019.      | 79     | 40     | 22     | 17     | 050,6  | [ 8 ]             |
| Шкотска                 | 20. мај 2019.      | /                  | 53     | 24     | 12     | 17     | 045,28 | [ 9 ]             |
| Свеукупно               | Свеукупно          | Свеукупно          | 246    | 102    | 63     | 81     | 041,46 |                   |

## Успеси

### Играчка каријера
Челси
- ФА куп: 1996/97.[10]
- Куп Фудбалске лиге: 1997/98.[11]
- Куп победника купова: 1997/98.[12]

Појединачне награде
- Играч године у Челсију: 1993/94.
- Стогодишњица Челсија — стартних једанаест: 2004/05.[13]

### Тренерска каријера
Појединачне награде
- Шкотски тренер године у избору SFWA: 2017/18,[14] 2018/19.[15]
- Шкотски тренер године у избору PFA: 2018/19.[16]
- Тренер године у Професионалној фудбалској лиги Шкотске: 2018/19.[17]
- Тренер месеца у Премијер лиги: новембар 2012.[18]
- Тренер месеца у Премијер лиги Шкотске: децембар 2017,[19] фебруар 2018,[20] март 2018[21]